# Caterpillar The White Album
Caterpillar The White Album è una compilation di brani trasmessi nella quinta edizione della trasmissione radiofonica Caterpillar, in onda su Radio 2. La compilation fa parte della serie dal titolo Caterpillar. Quando il fine giustifica gli automezzi ed è stata pubblicata nell'estate del 2005. Il disco contiene 17 brani di autori vari.

## Autori presenti sul disco
La raccolta presenta numerosi gruppi italiani, che rappresentano stili eterogenei: si va dai milanesi Figli di Madre Ignota, nel cui stile convergono varie influenze soprattutto folk europee e mediterranee (polka, musica klezmer, taranta), ai brianzoli EtnOrchestra con la loro miscela Patchanka di molte influenze e stili diversi, dai salentini Après La Classe, con il loro sound che ruota tra il dub Rock e l'electro Rock ai calabresi Il Parto delle Nuvole Pesanti, dai siracusani Roy Paci & Aretuska, di orientamento ska, rocksteady e jazz, al cantautore ed attore Carlo Fava.
Il mondo francofono è rappresentato dall'algerino Rachid Taha che, dopo Khaled, è un importante esponente dell'odierno Pop-raï e della scena rock francese. È inoltre presente un brano del cantante e musicista rock Labyala Nosfell, e uno di Stéphane Sanseverino, che mescola musica zigana e il jazz manouche con l'arte dello chansonnier francese. Sono poi presenti i Sinsemilia, gruppo ska e reggae di Grenoble. Il gruppo musicale belga Zap Mama suona un repertorio nel quale si possono rintracciare influenze pop, congolesi e più generalmente africane, statunitensi.
La musica del Centro e del Sud America è rappresentata nel disco dal cantante uruguaiano Jorge Drexler, dal gruppo punk rock peruviano La Sarita di Lima e dal gruppo di Barcellona Macaco i cui membri provengono da vari paesi quali Brasile, Camerun, Venezuela e Spagna, e suonano la patchanka mescolando tradizione mediterranea, musica elettronica, musica latina, e rumba
Il disco è completato dai ritmi latini “Copacabana Style” di Pepe & the Bottle Blondes, dalla balcanica No smoking orchestra e dal cantante egiziano Hakim.

## Tracce
1. Rock El Casbah di Rachid Taha (J. Strummer, M. Jones, T. Headon) 4:32
2. Lela di Hakim feat. James Brown (M. Narada Walden, A. Ahlim Hisham, M. White, M. Serag) 4:37
3. Sladinji the grinning tree di Labyala Nosfell (L. Nosfell) 3:17
4. Frida di Sanseverino (S. Sanseverino) 4:03
5. Caffè turco di Figli di Madre Ignota (tradizionale) 2:19
6. Marlene di Sinsemilia (Cantat, Barthe, Vidalenc, Teyssot Gray) 2:51
7. Tora Tora di Etnorchestra (R. Podestà, E. Facchi) 4:27
8. Vivre dei Zap Mama (M. Daulne) 3:14
9. Dos colores: blanco y negro di Jorge Drexler (J. Drexler) 3:38
10. Nos quieren gobernar dei La Sarita (J. Perez Luyo, M. Choy-Yin) 4:03
11. Homme de la terre degli Après la classe (F. Arcuti) 3:31
12. Onda Calabra de Il parto delle nuvole pesanti (G. Voltarelli, S. De Siena, A. Siriani) 3:07
13. People dei Macaco (El Mono Loco, J. Bikoko) 3:03
14. Malarazza di Roy Paci & Aretuska (Modugno, Loffredo) 4:07
15. Rumba de 5 kilos di Pepe & the Bottle Blondes (P. Raphael) 3:00
16. Cofani e portiere di Carlo Fava (C. Fava, G. Martinelli) 2:38
17. Who killed the Dj dei The no smoking orchestra (N. Jankovic, tradizionale) 6:58